# Wełniak brunatny
Wełniak brunatny, wełniak długoogonowy, wełniak ciemnogłowy (Lagothrix lagothricha) – gatunek ssaka naczelnego z podrodziny czepiaków (Atelinae) w obrębie rodziny czepiakowatych (Atelidae).

## Taksonomia
Gatunek po raz pierwszy zgodnie z zasadami nazewnictwa binominalnego opisał w 1812 roku pruski przyrodnik i podróżnik Alexander von Humboldt nadając mu nazwę Simia lagothricha lub Simia lagotricha. Miejsce typowe to Guainía, powyżej ujścia rzeki Amanaveni, na obszarze rzeki Guaviare, Kolumbia. Nie zachował się żaden okaz typowy; Humboldt swój opis oparł na osobniku widzianym w niewoli 27 maja 1800 roku.
L. lagothricha w tradycyjnym ujęciu systematycznym traktowany był jako cztery odrębne gatunki (L. lagothricha, L. lugens, L. poeppiggii i L. cana), ale badania oparte dane molekularne wykazują, że istnieje tylko jeden gatunek z kilkoma podgatunkami. Podgatunek lagothricha wydaje się krzyżowaĆ z podgatunkiem lugens w zachiodniej części biegu rzeki Caguán w departamencie Caquetá w Kolumbii. 
Autorzy Illustrated Checklist of the Mammals of the World rozpoznają pięć podgatunków. Podstawowe dane taksonomiczne podgatunków (oprócz nominatywnego) przedstawia poniższa tabelka:
| Podgatunek      | Oryginalna nazwa   | Autor i rok opisu               | Miejsce typowe | Holotyp |
| --------------- | ------------------ | ------------------------------- | --- | --- |
| L. l. cana      | Simia cana         | É. Geoffroy Saint-Hilaire, 1812 | „Prawdpopodobnie Brazylia” (fr. Habite probablement le Brésil); ograniczone do południowego brzegu rzeki Solimões w pobliżu ujścia rzeki Tefe, Brazylia. | Zamontowana skóra w znaturalizowanej pozycji (sygnatura MNHN-ZM-2007-1485) ze zbiorów Muzeum Historii Naturalnej w Paryżu; okaz zebrany przez Alexandre’a Rodriguesa Ferreirę w latach 1784–1789 i kupiony przez autora w 1809 roku od Real Gabinete de Histoire Natural w Lizbonie. |
| L. l. lugens    | Lagothrix lugens   | D.G. Elliot, 1907               | Tolima, górny bieg rzeki Magdalena, na wysokości 5000 ft (1524 m)–7000 ft (2134 m), Kolumbia.                                                            | Skóra i czaszka dorosłego samca (sygnatura BMNH Mammals 1890.2.22.2) ze zbiorów Muzeum Historii Naturalnej w Londynie; okaz zebrany pomiędzy 1866 a 1890 rokiem przez Roberta B. White’a.                                                                                            |
| L. l. poeppigii | Lagothrix Pöppigii | Schinz, 1844                    | Loreto, dolny bieg rzeki Huallaga, na północ od Yurimaguas, Peru.                                                                                        | Nie zachował się żaden okaz typowy; opis na podstawie „schwarze Choro”, okazu zebranego przez Eduarda Pöppiga między 23 styczniem a 10 kwietnia 1831 roku. |
| L. l. tschudii  | Lagothrix Tschudii | Pucheran, 1857                  | Peru. | Zamontowana skóra w znaturalizowanej pozycji (sygnatura MNHN-ZM-2007-1484) ze zbiorów Muzeum Historii Naturalnej w Paryżu. |

### Etymologia
- Lagothrix i lagothricha: gr. λαγως lagōs „zając”; θριξ thrix, τριχος trikhos „włosy”[40].
- cana: łac. canus „szary, siwy”[41].
- lugens: łac. lugens, lugentis „żałobny”, od lugere „opłakiwać”[42].
- poeppigii: prof. Eduard Friedrich Pöppig (1798–1868), niemiecki zoolog, botanik, podróżnik po Chile, Peru i Brazylii w latach 1826–1832[43].
- tschudii: Johann Jakob von Tschudi (1818–1889), szwajcarski podróżnik, kolekcjoner z Peru z lat 1838–1842[44].

## Zasięg występowania
Wełniak brunatny występuje w zależności od podgatunku:
- L. lagothricha lagothricha – wełniak brunatny – południowo-wschodnia Kolumbia, północno-wschodni Ekwador, północno-zachodnia Brazylia i północne Peru, od wschodnich Andów, na północ od rzek Napo i Amazonka, do rzeki Uva, na północnym brzegu dopływu rzeki Guaviare (departament Vichada, w Kolumbii), na wschód do rzeki Orinoko i górnego biegu rzeki Rio Negro do granicy Wenezueli i północno-zachodniej Brazylii; występowanie w Wenezueli nieznane.
- L. lagothricha cana – wełniak siwy – brazylijska część Amazonii, na południe od rzeki Solimões, między rzekami Juruá i Tapajós-Juruena, ale zasięg ograniczony do lewego brzegu rzeki Madeira powyżej ujścia rzeki Ji-Paraná (prawobrzeżny dopływ) i do prawego brzegu rzeki Ji-Paraná, na południe do około 12°S i na zachód wzdłuż północnego (lewego brzegu) Rio Abuná nad górną Rio Madeira do południowo-wschodniego Peru między rios Pachitea i Ucayali, na południe od Rio Inuya, na zachód aż do Rio Inambari i na południe po obu stronach rzeki Madre de Dios do ujścia rzeki Tambopata, do granicy z Boliwią, z odizolowaną populacją w Parku Narodowym Madidi.
- L. lagothricha lugens – wełniak kolumbijski – Kolumbia, na wschód od rzeki Atrato, przez wschodnie Andy, na zachód od rzeki Ariari (departament Meta) i części środkowych Andów do najbardziej wysuniętych na północ części Serranía de San Lucas (południowo-wschodni departament Bolívar i północne departament Antioquia), w niektórych miejscach w górę do wysokości 3000 m n.p.m. i na północ w lesie podgórskim (obecnie w większości zniszczonym) do rzeki Arauca (departament Arauca); brak dowodów na występowanie w południowo-zachodniej Wenezueli.
- L. lagothricha poeppigii – wełniak srebrzysty – wyżyny wschodnich Andów we wschodnim Ekwadorze i północnym Peru, rozciągający się na wschód, na południe od rzek Napo i Amazonka, do około 70°W, 5° S do rzeki Juruá w zach.odniej Brazylii i na południe, na zachód od rzeki Ucayali, do rzeki Pachitea we wschodnio-środkowym Peru.
- L. lagothricha tschudii – wełniak peruwiański – południowe Peru, rzeka Madre de Dios i ujścia rzeki Basin, oraz północno-zachodnia Boliwia.

## Morfologia
Długość ciała (bez ogona) samic 46–58 cm, samców 46–65 cm, długość ogona samic 62–72 cm, samców 53–77 cm; masa ciała samic 5–7 kg, samców około 7 kg (dominujące samce do 10 kg) dla podgatunku lagothricha; długość ciała (bez ogona) samic 45–58 cm, samców 50–63 cm, długość ogona samic 53–72 cm, samców 62–80 cm; masa ciała samic 5–7 kg, samców około 7 kg (dominujące samce do 10 kg) dla podgatunku cana; długość ciała (bez ogona) samic 46–58 cm, samców 46–65 cm, długość ogona samic 53–72 cm, samców 62–80 cm; masa ciała samic 5–7 kg, samców około 7 kg (dominujące samce do 10 kg) dla podgatunku poeppigii(wymiary be zpodziału na podgatunki: długość ciałą (bez ogona) 46–65 cm, długość ogona 53–80 cm; masa ciała 5–10 kg). 

## Tryb życia
Prowadzi dzienny i głównie nadrzewny tryb życia, choć często schodzi na ziemię. Żyje w grupach liczących do 70 osobników. Żywi się owocami, orzechami, liśćmi i owadami. ciąża trwa 207–211 dni, po tym okresie rodzi się 1 młode.

## Status zagrożenia
W Czerwonej księdze gatunków zagrożonych Międzynarodowej Unii Ochrony Przyrody i Jej Zasobów został zaliczony do kategorii VU (ang. vulnerable ‘narażony’).